# 캘리포니아 가도

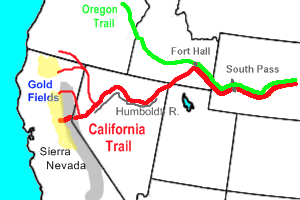
캘리포니아 트레일의 주요 도로(빨간색)

캘리포니아 가도(California Trail)는 북미 대륙의 서부 절반에 이르는 길이 약 3,200km의 이주자들이 지나다닌 산길 주요 도로이며, 미시시피강 마을에서 현재의 캘리포니아에 이르는 길이었다. 1841년에서 1869년까지 주요 교통로로 사용되었다. 동쪽에서 오리건 가도와 몰몬 가도와 같은 루트와 다양한 강 유역을 지나 현재 아이다호, 와이오밍 또는 유타에서 남서쪽으로 나뉘어 훔볼트 강 유역에 이르는 길이었다. 현재 네바다주 그레이트 분지를 가로 지르는 대부분의 경로에서 모든 여행자들은 필요한 물이나 식량등의 보급품을 얻기 위해 훔볼트 강 유역을 따라 갔다. 네바다주 서부와 캘리포니아주 동부에서 나와 개척자들은 바위투성이의 시에라 네바다 산맥을 넘어 일부 도로를 지나 캘리포니아주 서부의 금광 지역, 개척지와 도시로 들어갔다.
이 길을 1849년 이전에 이용한 사람들은 약 2,700명이었다. 이러한 개척자들은 1846년과 1847년에 존 C. 프리몬트가 캘리포니아 대대의 일원으로서 캘리포니아를 미국의 영토로 도모할 때 추진자가 되었다. 1845년경, 이 지역에는 ‘카르포르니오’라고 불리는 원주민이 있었으며, 약 1,500명의 성인 남성과 6,500명의 여성, 어린이로 구성된 집단이 로스앤젤레스 주변 현재 남부 캘리포니아 지역에 대부분 거주하였다. 이민자 대부분(거의 모두가 성인 남성)은 캘리포니아의 북쪽에 절반이 살았다. 1845년에 미국이 멕시코로부터 캘리포니아의 지배권을 빼앗고, 1847년 1월 14일에 〈카후엔가 조약〉이 체결되었을 때, 캘리포니아의 소규모 무장 저항도 끝이 났다. 미국 멕시코 전쟁을 끝낸 1848년 2월 〈과달루페 이달고 조약〉에 의해 캘리포니아는 멕시코에서 (유상으로) 미국 영토로 바뀌었다. 1848년 1월에 금이 발견된 후 캘리포니아 골드러시에 관한 소문이 빠르게 퍼져 나갔다. 1848년 후반에는 25만명이 넘는 사업가, 농부, 개척자 및 광부들이 캘리포니아 가도를 넘어 캘리포니아에 도착했다. 통행자들이 매우 많았기 때문에, 2년도 못되어 파나마 지협을 거쳐 또는 혼곶을 돌아 바닷길 방문자들까지 합쳐 엄청난 인구가 불어나자, 1850년 캘리포니아는 미국의 31번째 주로 승격하였다.
캘리포니아 가도의 경로는 1829년부터 1840년에 걸쳐, 키트 카슨과 조지프 레드 포드 워커, 제데디아 스미스 등 미국인 모피 무역상들, 심지어 피터 스킨 오그덴이 이끄는 허드슨 베이 회사의 덫을 놓는 사람들에 의해 부분적으로 발견되어 있었다. 1841년에서 1844년 경에는 훔볼트 강 (당시는 오그덴이 메리 강이라고 불렀다)을 따라 시에라 네바다 산맥 너머 사용할 수 있는 거친 마찻길이 캘리포니아로 향하는 개척자들에 의해 개척되었다. 1869년에 최초의 대륙 횡단 철도가 개통될 때까지 특히 여름철에 이 길은 매우 이용되었다. 초기의 길은 많은 가짓 길과 끓어진 길이 있었으며, 이러한 것들을 합치면 약 8,800km에 달하는 길이었다. 이 도로들 중 약 1600km는 바퀴자국이 남아 있으며, 캔자스, 네브래스카, 와이오밍, 아이다호, 유타, 네바다와 캘리포니아에 걸쳐 대규모 서부 이민이 있었던 역사적 증거가 있다. 현재 이 도로의 일부는 "캘리포니아 국립 역사 가도'로 토지 관리국과 미국국립공원국에 의해 지정되어 있다.

## 같이 보기
- 오리건 가도
- 산타페 가도